# 拉斐尔·卡尔沃·奥尔特加
拉斐尔·卡尔沃·奥尔特加（西班牙語：Rafael Calvo Ortega，1933年8月26日—），西班牙政治人物。

## 生平
1933年生于塞哥维亚省。早年毕业于萨拉曼卡大学法学系，获执业学位，后在博洛尼亚大学获博士学位。1970年任萨拉曼卡大学税法学副教授。1976年任巴利亚多利德大学圣塞瓦斯蒂安法学院教授。1977年当选参议院议员。1978年2月至1980年5月，担任劳动大臣。1979年3月在奥维耶多选区当选众议院议员。1980年至1981年，担任民主中间联盟秘书长。1982年民主中间联盟分裂后，参与成立民主与社会中间派。1991年至1998年担任该党主席。1987年至1994年，担任欧洲议会议员。1997年7月，任马德里康普顿斯大学金融和财政法学教授。